# Tor Helness
Tor Helness (ur. 25 lipca 1957) – norweski (do 2012 roku) oraz monakijski brydżysta z tytułami World Grand Master (WBF) a także European Grand Master oraz European Champion w kategoriach Open, Junior i Mixed (EBL).
Jego stałym partnerem jest Geir Helgemo.

## Wyniki brydżowe

### Olimpiady
Na olimpiadach uzyskał następujące rezultaty:
| Olimpiady brydżowe. Zawody teamów | Olimpiady brydżowe. Zawody teamów | Olimpiady brydżowe. Zawody teamów    | Olimpiady brydżowe. Zawody teamów | Olimpiady brydżowe. Zawody teamów | Olimpiady brydżowe. Zawody teamów |
| Rok                               | Miejsce                           | Zawody                               | Kategoria                         | Drużyna                           | Pozycja                           |
| --------------------------------- | --------------------------------- | ------------------------------------ | --------------------------------- | --------------------------------- | --------------------------------- |
| 2012                              | Lille                             | 2. Olimpiada Sportów Umysłowych      | Open                              | Monaco                            | 3                                 |
| 2008                              | Pekin                             | 1. Olimpiada Sportów Umysłowych      | Open                              | Norway                            | 3                                 |
| 2004                              | Stambuł                           | 12. Olimpiada Teamów                 | Open                              | Norway                            | 17                                |
| 2002                              | Salt Lake City                    | 4. Mistrzostwa o Wielką Nagrodę MKOL | Open                              | Norway                            | 4                                 |
| 2000                              | Maastricht                        | 11. Olimpiada Brydżowa               | Open                              | Norway                            | 5                                 |
| 1996                              | Rodos                             | 10. Olimpiada Teamów                 | Open                              | Norway                            | 15                                |
| 1984                              | Seattle                           | 7. Olimpiada Teamów                  | Open                              | Norway                            | 11                                |
| 1980                              | Valkenburg                        | 6. Olimpiada Teamów                  | Open                              | Norway                            | 3                                 |

| Olimpiady brydżowe. Zawody Indywidualne | Olimpiady brydżowe. Zawody Indywidualne | Olimpiady brydżowe. Zawody Indywidualne | Olimpiady brydżowe. Zawody Indywidualne | Olimpiady brydżowe. Zawody Indywidualne |
| Rok                                     | Miejsce                                 | Zawody                                  | Kategoria                               | Pozycja                                 |
| --------------------------------------- | --------------------------------------- | --------------------------------------- | --------------------------------------- | --------------------------------------- |
| 2008                                    | Pekin                                   | 1. Olimpiada Sportów Umysłowych         | Open                                    | 1                                       |

### Zawody światowe
W światowych zawodach zdobył następujące lokaty:
| Mistrzostwa Świata. Konkurencja teamów | Mistrzostwa Świata. Konkurencja teamów | Mistrzostwa Świata. Konkurencja teamów  | Mistrzostwa Świata. Konkurencja teamów | Mistrzostwa Świata. Konkurencja teamów | Mistrzostwa Świata. Konkurencja teamów |
| Rok                                    | Miejsce                                | Zawody                                  | Kategoria                              | Drużyna                                | Pozycja                                |
| -------------------------------------- | -------------------------------------- | --------------------------------------- | -------------------------------------- | -------------------------------------- | -------------------------------------- |
| 2014                                   | Sanya                                  | 14. Seria Mistrzostw Świata             | Open                                   | Monaco                                 | 2                                      |
| 2013                                   | Nusa Dua                               | 41. Mistrzostwa Świata Teamów           | Open                                   | Monaco                                 | 2                                      |
| 2011                                   | Veldhoven                              | 40. Mistrzostwa Świata Teamów           | Trans                                  | Monaco Z                               | 28                                     |
| 2010                                   | Filadelfia                             | 13. Seria Mistrzostw Świata             | Open                                   | Zimmermann                             | 3                                      |
| 2009                                   | São Paulo                              | 39. Mistrzostwa Świata Teamów           | Trans                                  | Zimmermann                             | 1                                      |
| 2007                                   | Szanghaj                               | 38. Mistrzostwa Świata Teamów           | Open                                   | Norway                                 | 1                                      |
| 2006                                   | Werona                                 | 12. Mistrzostwa Świata                  | Open                                   | Meltzer                                | 1                                      |
| 2003                                   | Monte Carlo                            | 36. Mistrzostwa Świata Teamów           | Open                                   | Norway                                 | 4                                      |
| 2001                                   | Paryż                                  | 35. Mistrzostwa Świata Teamów           | Open                                   | Norway                                 | 2                                      |
| 2000                                   | Southampton                            | 34. Mistrzostwa Świata Teamów           | Open                                   | Norway                                 | 4                                      |
| 1997                                   | Hammamet                               | 33. Mistrzostwa Świata Teamów           | Open                                   | Norway                                 | 3                                      |
| 1996                                   | Rodos                                  | 1. Mistrzostwa Świata Teamów Mikstowych | Miksty                                 | Midskopg                               | 5                                      |
| 1993                                   | Santiago                               | 31. Mistrzostwa Świata Teamów           | Open                                   | Norway                                 | 2                                      |

| Mistrzostwa Świata. Konkurencja par | Mistrzostwa Świata. Konkurencja par | Mistrzostwa Świata. Konkurencja par | Mistrzostwa Świata. Konkurencja par | Mistrzostwa Świata. Konkurencja par | Mistrzostwa Świata. Konkurencja par |
| Rok                                 | Miejsce                             | Zawody                              | Kategoria                           | Partner                             | Pozycja                             |
| ----------------------------------- | ----------------------------------- | ----------------------------------- | ----------------------------------- | ----------------------------------- | ----------------------------------- |
| 2010                                | Filadelfia                          | 13. Mistrzostwa Świata              | Miksty                              | Connie Goldberg                     | 16                                  |
| 2010                                | Filadelfia                          | 13. Mistrzostwa Świata              | Open                                | Danny Sprung                        | 41                                  |
| 2006                                | Werona                              | 12. Mistrzostwa Świata              | Miksty                              | Gunn Helness                        | 57                                  |
| 1994                                | Albuquerque                         | 9 Mistrzostwa Świata                | Open                                | Jan Petter Sissener                 | 55                                  |
| 1990                                | Genewa                              | 8. Mistrzostwa Świata               | Open                                | Ivar Uggerud                        | 32                                  |

| Mistrzostwa Świata. Konkurencja indywidualna | Mistrzostwa Świata. Konkurencja indywidualna | Mistrzostwa Świata. Konkurencja indywidualna | Mistrzostwa Świata. Konkurencja indywidualna | Mistrzostwa Świata. Konkurencja indywidualna | Mistrzostwa Świata. Konkurencja indywidualna |
| Rok                                          | Miejsce                                      | Zawody                                       | Kategoria                                    | Pozycja                                      |                                              |
| -------------------------------------------- | -------------------------------------------- | -------------------------------------------- | -------------------------------------------- | -------------------------------------------- | -------------------------------------------- |
| 2004                                         | Werona                                       | 6. Indywidualne Mistrzostwa Świata           | Open                                         | 8                                            |                                              |
| 2000                                         | Ateny                                        | 5. Indywidualne Mistrzostwa Świata           | Open                                         | 8                                            |                                              |
| 1998                                         | Ajaccio                                      | 4. Indywidualne Mistrzostwa Świata           | Open                                         | 7                                            |                                              |
| 1996                                         | Paryż                                        | 3. Indywidualne Mistrzostwa Świata           | Open                                         | 38                                           |                                              |
| 1994                                         | Paryż                                        | 2. Indywidualne Mistrzostwa Świata           | Open                                         | 29                                           |                                              |

### Zawody europejskie
W europejskich zawodach zdobył następujące lokaty:
| Zawody europejskie. Konkurencja teamów | Zawody europejskie. Konkurencja teamów | Zawody europejskie. Konkurencja teamów   | Zawody europejskie. Konkurencja teamów | Zawody europejskie. Konkurencja teamów | Zawody europejskie. Konkurencja teamów |
| Rok                                    | Miejsce                                | Zawody                                   | Kategoria                              | Drużyna                                | Pozycja                                |
| -------------------------------------- | -------------------------------------- | ---------------------------------------- | -------------------------------------- | -------------------------------------- | -------------------------------------- |
| 2014                                   | Mediolan                               | 13. Puchar Europy                        | Open                                   | Monaco FMB                             | 7                                      |
| 2013                                   | Opatija                                | 12. Puchar Europy                        | Open                                   | Monaco FMB                             | 5                                      |
| 2013                                   | Ostenda                                | 6. Otwarte Mistrzostwa Europy            | Open                                   | Monaco                                 | 40                                     |
| 2013                                   | Ostenda                                | 6. Otwarte Mistrzostwa Europy            | Miksty                                 | Helgeness                              | 7                                      |
| 2012                                   | Ejlat                                  | 11. Puchar Europy                        | Open                                   | Monaco FM                              | 3                                      |
| 2012                                   | Dublin                                 | 51. Mistrzostwa Europy Teamów            | Open                                   | Monaco                                 | 1                                      |
| 2010                                   | Izmir                                  | 9. Puchar Europy Teamów                  | Open                                   | Angelini - ITA                         | 2                                      |
| 2009                                   | San Remo                               | 4. Otwarte Mistrzostwa Europy            | Open                                   | Zimmermann                             | 17                                     |
| 2009                                   | San Remo                               | 4. Otwarte Mistrzostwa Europy            | Miksty                                 | Erichsen                               | 17                                     |
| 2007                                   | Antalya                                | 3. Otwarte Mistrzostwa Europy            | Open                                   | Hauge                                  | 49                                     |
| 2007                                   | Antalya                                | 3. Otwarte Mistrzostwa Europy            | Miksty                                 | Erichsen                               | 17                                     |
| 2006                                   | Warszawa                               | 48. Mistrzostwa Europy Teamów            | Open                                   | Norway                                 | 3                                      |
| 2005                                   | Teneryfa                               | 2. Otwarte Mistrzostwa Europy            | Open                                   | Hauge                                  | 77                                     |
| 2005                                   | Teneryfa                               | 2. Otwarte Mistrzostwa Europy            | Miksty                                 | Erichsen                               | 1                                      |
| 2003                                   | Rzym                                   | 2. Puchar Europy                         | Open                                   | Heimdal Trondheim                      | 5                                      |
| 2003                                   | Mentona                                | 1. Otwarte Mistrzostwa Europy            | Open                                   | Sissener                               | 33                                     |
| 2002                                   | Warszawa                               | 1. Puchar Europy Teamów                  | Open                                   | Norway                                 | 3                                      |
| 2002                                   | Salsomaggiore                          | 46. Mistrzostwa Europy Teamów            | Open                                   | Norway                                 | 3                                      |
| 2001                                   | Teneryfa                               | 45. Mistrzostwa Europy Teamów            | Open                                   | Norway                                 | 2                                      |
| 1999                                   | Malta                                  | 44. Mistrzostwa Europy Teamów            | Open                                   | Norway                                 | 3                                      |
| 1997                                   | Montecatini                            | 43. Mistrzostwa Europy Teamów            | Open                                   | Norway                                 | 3                                      |
| 1993                                   | Mentona                                | 41. Mistrzostwa Europy Teamów            | Open                                   | Norway                                 | 3                                      |
| 1989                                   | Turku                                  | 39. Mistrzostwa Europy Teamów            | Open                                   | Norway                                 | 10                                     |
| 1985                                   | Salsomaggiore                          | 37. Mistrzostwa Europy Teamów            | Open                                   | Norway                                 | 9                                      |
| 1983                                   | Wiesbaden                              | 36. Mistrzostwa Europy Teamów            | Open                                   | Norway                                 | 3                                      |
| 1982                                   | Salsomaggiore                          | 8. Młodzieżowe Mistrzostwa Europy Teamów | Juniorzy                               | Norway                                 | 3                                      |
| 1981                                   | Birmingham                             | 35. Mistrzostwa Europy Teamów            | Open                                   | Norway                                 | 4                                      |
| 1980                                   | Kefar ha-Makkabbi                      | 7. Młodzieżowe Mistrzostwa Europy Teamów | Juniorzy                               | Norway                                 | 1                                      |
| 1979                                   | Lozanna                                | 34. Mistrzostwa Europy Teamów            | Open                                   | Norway                                 | 5                                      |

| Zawody europejskie. Konkurencja par | Zawody europejskie. Konkurencja par | Zawody europejskie. Konkurencja par | Zawody europejskie. Konkurencja par | Zawody europejskie. Konkurencja par | Zawody europejskie. Konkurencja par |
| Rok                                 | Miejsce                             | Zawody                              | Kategoria                           | Partner                             | Pozycja                             |
| ----------------------------------- | ----------------------------------- | ----------------------------------- | ----------------------------------- | ----------------------------------- | ----------------------------------- |
| 2013                                | Ostenda                             | 6. Otwarte Mistrzostwa Europy       | Miksty                              | Gunn Helness                        | 5                                   |
| 2013                                | Ostenda                             | 6. Otwarte Mistrzostwa Europy       | Open                                | Fredrik Helness                     | 133                                 |
| 2009                                | San Remo                            | 4. Otwarte Mistrzostwa Europy       | Open                                | Rune Hauge                          | 153                                 |
| 2009                                | San Remo                            | 4. Otwarte Mistrzostwa Europy       | Miksty                              | Gunn Helness                        | 18                                  |
| 2007                                | Antalya                             | 3. Otwarte Mistrzostwa Europy       | Miksty                              | Gunn Helness                        | 18                                  |
| 2007                                | Antalya                             | 3. Otwarte Mistrzostwa Europy       | Open                                | Jan Petter Svendsen                 | 161                                 |
| 2005                                | Teneryfa                            | 2. Otwarte Mistrzostwa Europy       | Open                                | Rune Hauge                          | 25                                  |
| 2005                                | Teneryfa                            | 2. Otwarte Mistrzostwa Europy       | Mikst                               | Gunn Helness                        | 1                                   |
| 2003                                | Mentona                             | 1. Otwarte Mistrzostwa Europy       | Open                                | Jon Aabye                           | 27                                  |
| 1999                                | Malta                               | 44. Mistrzostwa Europy Teamów       | Kobiety                             | Anne-Lill Hellemann                 | 16                                  |
| 1991                                | Montecatini                         | 6. Mistrzostwa Europy Par           | Open                                | Ivar Uggerud                        | 9                                   |
| 1989                                | Salsomaggiore                       | 5. Mistrzostwa Europy Par           | Open                                | Ivar Uggerud                        | 16                                  |
| 1987                                | Paryż                               | 4. Mistrzostwa Europy Par           | Open                                | Jon Aabye                           | 70                                  |

## Klasyfikacja
- Tor Helness – klasyfikacja WBF (ang.)
- Tor Helness – klasyfikacja EBL (ang.)